# Euphaedra (Euphaedrana) luteolucens
Euphaedra (Euphaedrana) luteolucens es una especie de Lepidoptera, de la familia Nymphalidae, subfamilia Limenitidinae, tribu Adoliadini, pertenece al género Euphaedra, subgénero (Euphaedrana).

## Localización
Esta especie de Lepidoptera se distribuye por Nigeria (África).